# AS Sobemap
AS Sobemap, vor der Umbenennung Association Sportive de la Société Béninoise des Manutentions Portuaires, ist ein beninischer Fußballverein aus Porto-Novo.

## Geschichte
Der Verein nahm 2011 am CAF Confederation Cup teil und scheiterte bereits in der Vorrunde. 2010 bis 2011 arbeitete der ehemalige Fußball-Bundesliga-Spieler des FC Energie Cottbus Moussa Latoundji als Trainer des Teams.

### Stadion
Kraké hat seine Heimstätte im 5.000 Plätze fassenden Stade Cotonou II in Porto-Novo.

### Bekannte Spieler
| - Yacoubou Adamu - Julius Boye - Cédric Coréa - Djamal Fassassi - Alain Hounsa | - Samuel Alex Loba - Isaac Louté - Johnson Onwuka - Philipe Osaïbo - Didier Sossa | - Garel Sossa - Saibou Safiou - Marou Abah |

### Ehemalige Trainer
- Raoul Zamba (2006)
- Johnson Ampomah (2007–2009)
- Thomas Nana Ampomah (2009)[7]
- Jules Accorsi (2009–2010)[8]
- Moussa Latoundji (seit 2010)[9]

## Statistik in den CAF-Wettbewerben
| Wettbewerb                 | Runde         | Gegner      | Hinspiel | Rückspiel |  |
| -------------------------- | ------------- | ----------- | -------- | --------- |  |
|                            |               |             |          |           |  |
| CAF Confederation Cup 2011 | Qualifikation | Maghreb Fez | 1:1 (H)  | 1:4 (A)   |  |